# Sharon Wichman
Sharon Wichman (* 13. Mai 1952) ist eine ehemalige US-amerikanische Schwimmerin.
Bei den Olympischen Spielen 1968 in Mexiko-Stadt wurde sie im Alter von 16 Jahren Olympiasiegerin über 200 m Brust und konnte über 100 m Brust die Bronzemedaille gewinnen.
Weitere Titel konnte sie nicht erringen, da sie ihre Laufbahn früh beendete, um das normale Leben eines Teenagers führen zu können.
Im Jahr 1991 wurde sie in die Ruhmeshalle des internationalen Schwimmsports aufgenommen.